# هانس فلبر
هانس فلبر (آلمانی: Hans Felber) (۸ ژوئیهٔ ۱۸۸۹ – ۸ مارس ۱۹۶۲) یک نظامی آلمانی و از فرماندهان ارتش هفتم ورماخت بود.